# Herfstschroeforchis
De herfstschroeforchis (Spiranthes spiralis) is een orchideeënsoort, die voorkomt in Europa en aangrenzend Noord-Afrika en Azië. Het is een kleine plant die grijsgroen van kleur is. Het grootste deel van het jaar bestaat de plant boven de grond uit een rozet van vier tot vijf ongesteelde, eironde blaadjes met een spitse punt van ongeveer 3 cm lang. In de nazomer verschijnt een onvertakte stengel van meestal 10-15 cm hoog met onder de bloei ongeveer vier schedevormige blaadjes. De witte bloemen van ongeveer 0,5 cm hebben een groene vlek op de onderlip en staan in een rij die meestal als een schroefdraad om de stengel draait. Op de Nederlandse Rode lijst van planten staat hij vermeld als zeer sterk in aantal afgenomen. In Nederland is de plant vanaf 1 januari 2017 niet meer wettelijk beschermd. In Vlaanderen is de plant uitgestorven en in Wallonië komt hij alleen nog voor op de Pietersberg.

## Beschrijving
De herfstschroeforchis is een vaste plant, een geofiet die tijdens z'n rustperiode in de zomer ondergronds overblijft met wortelknollen.
De soort heeft dertig chromosomen (2n=30).
Ondergronds zijn er twee tot vier (of uitzonderlijk tot zes) eivormige of eivormig-langwerpige, naar de punt toelopende knollen van meestal 1-3 cm lang en 0,75-1,5 cm in doorsnede, die aan de buitenkant bleekbruin, hard en glad zijn met korte transparante haren. Deze wortelknollen hebben, net als bij andere orchideeën, een aardachtige schimmelgeur, afkomstig van de wortelschimmel. Er zijn geen dikke draadvormige bijwortels, die bij veel andere orchideeën aan de voet van de stengel ontspringen.
De plant doet er vele jaren over om groot genoeg te zijn (acht jaar) om bovengrondse delen te maken, en om vervolgens te bloeien (nog eens drie jaar) en bloeit ook daarna niet elk jaar en verschijnt soms zelfs in het geheel niet boven de grond. De stengel is meestal 7-20 (bij uitzondering in Zuid-Europa 40) cm lang, onvertakt, rechtopstaand, rolrond maar versmallend aan de top, en is grijsachtig groen van kleur. Vooral aan de bovenkant is de stengel bedekt met transparante klierharen. Onder de bloeiaar staan drie tot zeven grijsachtig groene, lancetvormige, schedevormige bladeren met een toegespitste top, vliezige randen en drie tot vijf nerven.
Soms zijn de verdorde resten van het bladrozet van het vorige jaar nog steeds zichtbaar aan de basis van de stengel. De nieuwe bladeren, die tegelijk of na de bloeistengel verschijnen, staan met vier tot vijf bij elkaar in een wortelrozet naast de stengel. Ze zijn 2-4 (bij uitzondering 5,5) cm lang en 0,75-1,75 cm breed, blauwgroen, sterk glanzend, eivormig en hebben een spitse top en doorschijnende gave randen. Ze hebben drie tot vijf aan de onderkant uitstekende nerven, en omvatten elkaar aan de voet.
Planten in het Middellandse zeegebied kunnen flink forser worden dan die in West- en Midden-Europa.
De bloeiwijze is een slanke aar van 3-12 (bij uitzondering 20) cm lang, met meestal tien tot vijfentwintig (zelden zo weinig als zes of zoveel als dertig) bloemen. De bloemen zijn tweeslachtig, zestallig en tweezijdig symmetrisch, en staan in een enkele rij, meestal in een spiraal links- of rechtsom windend rond de as, of zelden allemaal naar één kant. Elke bloem staat in de oksel van een lichtgroen, lancetvormig schutblad. Dat schutblad overhuift de voet van de bloem, loopt taps toe, buigt om naar de top, heeft witte randen en verspreide klierharen aan de voet. Ze zijn meestal 9-13 mm lang en 3-5 mm breed. De bloemen zijn zeer klein (±0,5 cm), wit, en verspreiden overdag een geur die zou doen denken aan lelietje-van-dalen, vanille of amandelen. Buitenste bloemdekbladen zijn langwerpig-eirond, licht taps toelopend naar een stompe top, 6-7 mm lang, wit met een lichtgroene nerf, een gewimperde of zeer fijn getande rand, en aan de buitenkant met weinig klierhaartjes. De binnenste bloemdekbladeren zijn wit, langwerpig met een stompe top, hebben een nerf en hangen samen met het iets langere bovenste buitenste bloemdekblad en vormen daarmee een naar boven wegbuigende bovenlip. De onderlip is bleekgroen met een brede onregelmatige gekartelde rand van kristalachtige transparant-witte uitgroeisels, langwerpig (ongeveer 4-5 mm lang en 2,5-3 mm breed), trogvormige, afgerond en zonder lobben en aan de top naar onder buigend. Zo heeft de bloem als geheel een trompetvorm. De onderlip omsluit aan de voet het zuilje, en daar bevinden zich ook twee witte, glanzende, afgeronde, nectar-afscheidende klieren, elk met een ring van papillen rond hun basis. Het zuiltje is groen. De bloem is ongespoord. De bloemen produceren in tegenstelling tot veel andere orchideeënsoorten wel nectar. De zaaddoos is 5,5–7 mm lang, 2–4 (of maximaal 5) mm dik, ovaal van vorm, en gevuld met talloze minuscule en zeer lichte zaden van 0,5–0,6 bij 0,1 mm.

### Jaarcyclus

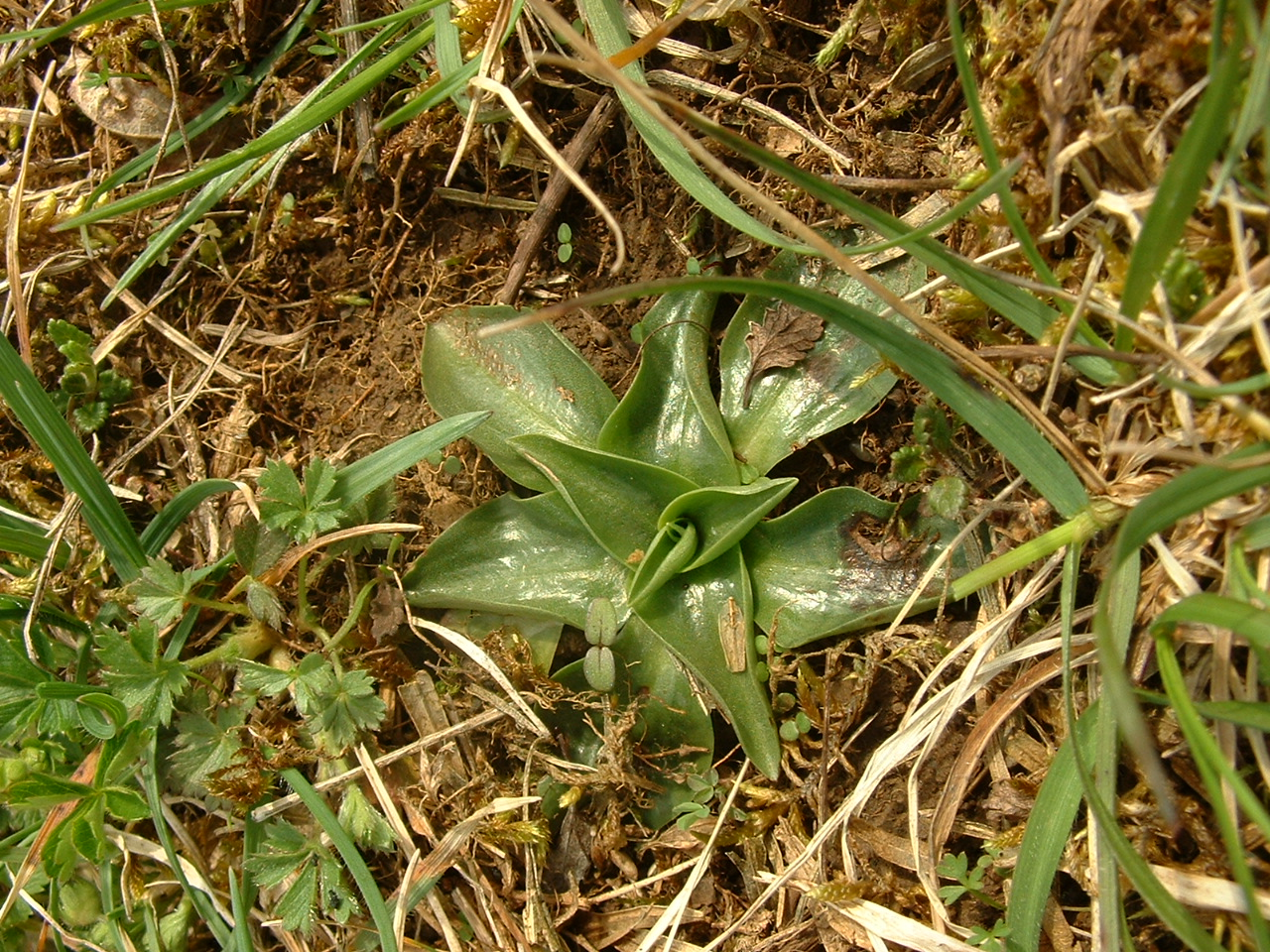
Bladrozet

Omstreeks eind augustus verschijnt er een bladrozet, die overwintert en uiterlijk in juli afsterft. Daarna groeit uit het hart van de afgestorven bladrozet een bloeistengel, waarnaast tijdens de bloei een of twee nieuwe rozetten uit de grond komen. De herfstschroeforchis bloeit na de zomer (augustus-oktober). De soort is niet zelfbestuivend. De bestuiving wordt door hommels en bijen gedaan. In de natuur zet minder dan de helft van de vruchten zaad. De stoffijne zaden worden in oktober of november door de wind verspreid. Desondanks komen de meeste zaden niet verder dan enkele dm van de moederplant aangezien veruit de meeste nieuwe planten dicht bij een bloeibare plant staan. De herfstschroeforchis breidt zich vooral uit via geslachtelijke voortplanting. Maar de planten breiden zich in beperkte mate ook vegetatief uit door de vorming van een zijknop op de ondergrondse stengel. De nieuwe plant vormt zijn eigen knol en bladrozet, en als de oude knol afsterft verdwijnt de verbinding tussen beide dochterplanten. De planten komen daardoor vaak voor in kleine dichte groepen. Een individuele plant bloeit meestal niet elk jaar, kennelijk omdat het vormen van zaden veel energie kost. Soms komen planten een jaar lang zelfs helemaal niet boven de grond, maar verschijnen er na een schijnbare afwezigheid ineens weer volwassen planten uit het niets.

### Verschillen met andere soorten
Spiranthes heeft ongeveer veertig soorten en het zwaartepunt van de verspreiding ervan ligt in Noord-Amerika. Enkele soorten komen voor in Midden- en Zuid-Amerika, in gematigd en tropisch Azië zuidwaarts tot Australië en Nieuw-Zeeland. In Europa komen drie oorspronkelijk wilde soorten voor. Naast de herfstschroeforchis zijn dat de zomerschroeforchis S. aestivalis, en de Ierse schroeforchis S. romanzoffiana, een Noord-Amerikaanse soort die ook in Ierland en westelijk Schotland voorkomt. De herfstschroeforchis is er gemakkelijk van te onderscheiden doordat de beide andere soorten eerder in het jaar bloeien (mei-juli) uit een niet afgestorven bladrozet, die bestaat uit lancetvormige schuin omhoog staande bladeren en roomkleurige in plaats van groenig of grijzig witte bloemen hebben. De herftschroeforchis lijkt ook veel op de dennenorchis die echter een kruipende wortelstok heeft in plaats van wortelknollen. De eironde bladeren met een spitse top staan net als bij de herfstschroeforchis in een wortelrozet, maar zijn tijdens de bloei niet afgestorven, en de nerven zijn met elkaar verbonden door opvallende haakse dwarsnerven. De bloemen van de dennenorchis zijn bezet met haren.

## Naamgeving
De botanische naam is afkomstig van het Oudgriekse σπεῖρα (speira) "spiraal" en ἄνθος (anthos) "bloem". De soortnaam spiralis verwijst eveneens naar de plaatsing van de bloemen in een spiraal.
Een hele vroege verwijzing naar de herfstschroeforchis is te vinden op een afbeelding getekend door de Nederlandse botanicus Cornelius Gemma (1535-1578), die er naar verwees als 'Kleyn standelcruydt. Testiculus odoratus, Orchis spiralis'. Linnaeus noemde de soort Ophrys spiralis, en benadrukte daarmee de kenmerkende positionering van de bloemen in een spiraal langs de bloeisteel. De wetenschappelijke naam Spiranthes spiralis heeft veel synoniemen: Spiranthes autumnalis, S. glauca, Orchis autumnalis, Epipactis spiralis, Gyrostachys autumnalis, G. spiralis, Ibidium spirale, Neottia autumnalis, N. spiralis, Serapias spiralis.

## Verspreiding

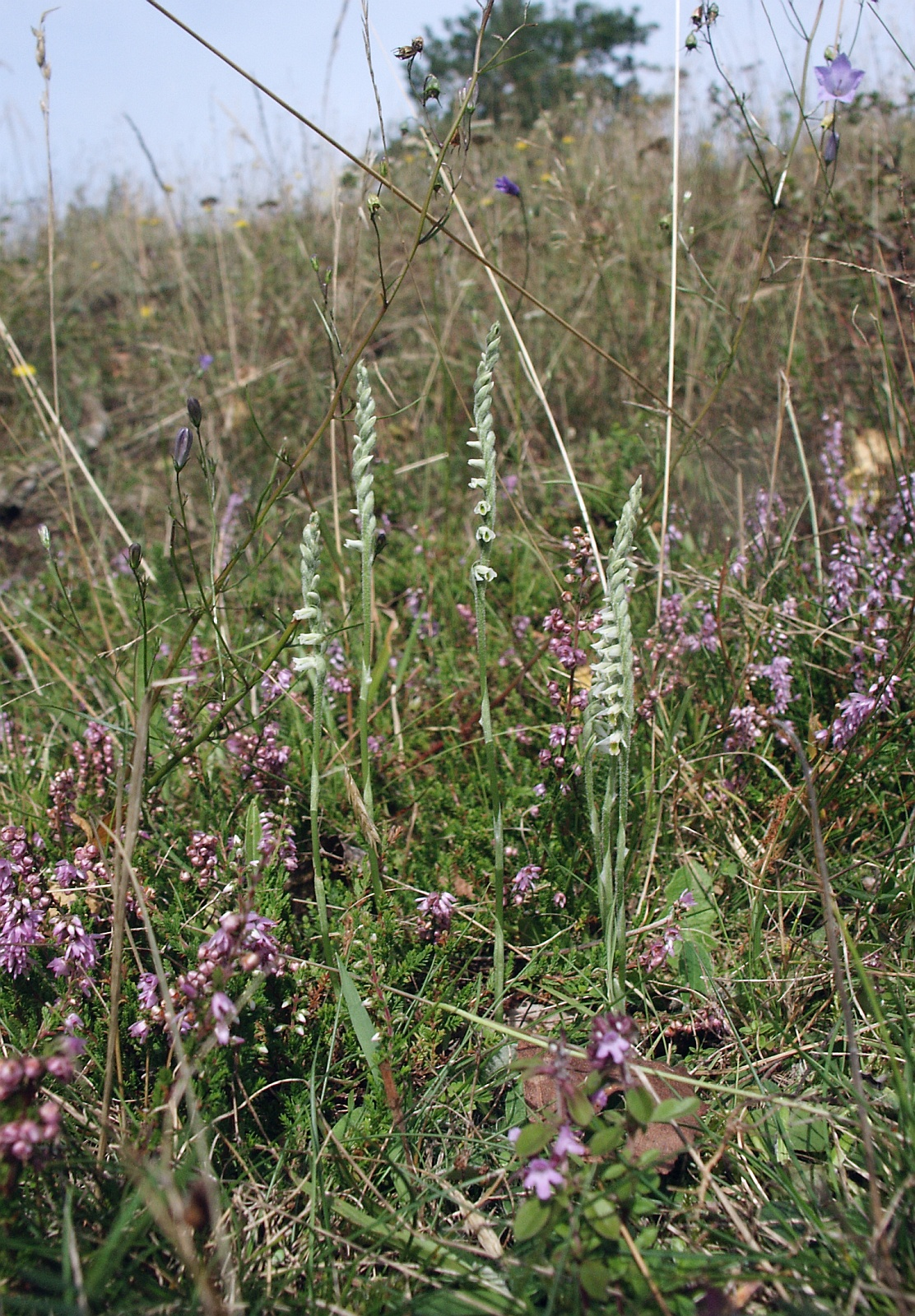
biotoop op de Frankenhöhe in Beieren

De herfstschroeforchis komt voor in Europa en kleine naastgelegen delen van Noord-Afrika en Azië. In het Westen loopt de grens van het verspreidingsgebied van Ierland tot Portugal, in het Zuiden van Spanje met inbegrip van de Balearen, het kustgebergte van Algerije, Italië met inbegrip van Sicilië, Griekenland met inbegrip van Kreta, de Mediterrane, Egeïsche en Zwartezeekust van Turkije, en het Kaukasusgebergte. Noordelijk komt de soort voor van Noord-Engeland, Denemarken en het zuidelijke Oostzeegebied, Polen tot de westelijke Oekraïne. In Nederland is de soort zeer zeldzaam en komt voor in de duinen van Goeree (Hompelvoet, Schotsman, Westduinen en Grevelingendam) en in Zuid-Limburg (Bemelerberg). Aan het begin van de twintigste eeuw kwam hij op veel meer plaatsen in Nederland voor zoals bij de St. Pietersberg, Maastricht, Wijlre, Breda, Hatert, Bennebroek, Apeldoorn, Lunteren, Amersfoort, Veenendaal, Goor, Hengelo, Markelo en op Ameland. In 1870 is de soort waargenomen bij of in het Beekbergerwoud. In België was de herfstschroeforchis zeer zeldzaam in de Voerstreek, in de Maasvallei (bij Kanne), rondom de Demervallei, het Hageland en enkele andere plaatsen in Vlaanderen. Inmiddels is de soort hier uitgestorven. In Wallonië is er een vindplaats vlak over de Nederlandse grens. In Duitsland komt de plant voor op de Frankenhoogte, Schwabenland en de Voor-Alpen. In Frankrijk kan hij verspreid in het hele land worden aangetroffen met uitzondering van de regio Grand Est en de departmenten Nord, Aisne, Eure, Bas-Rhin, Val d'Oise en Seine-et-Marne. Hij is relatief algemeen aan de kusten van Bretagne en de Provence en in het dal van de Orne.

## Ecologie
De herfstschroeforchis groeit in Nederland op zonnige graslanden, die aan het oppervlak niet te sterk uitdrogen, en waar de vegetatie heel kort gehouden wordt. Lichte betreding wordt verdragen. De bodem is (matig) voedselarm en niet zuur. Zeer lichte bemesting lijkt gunstig, maar zware bemesting wordt niet verdragen. Bij Ouddorp op Goeree groeien ruim duizend exemplaren in een oud duincomplex in de binnenduinen, dat al eeuwen wordt beweid, op de grens van droog en vochtig, meestal langs de randen van valleitjes. Hier komt de soort voor met bevertjes Briza media, zeegroene zegge Carex flacca, grote tijm Thymus pulegioides, gewone vleugeltjesbloem Polygala vulgaris en geelhartje Linum catharticum. Op de Hompelvoet, een voormalige zandplaat die sinds de indamming van de Grevelingen permanent droog ligt, komt hij inmiddels met tienduizenden exemplaren voor in een bijna vlak, kalkrijk, jong duingrasland. De herfstschroeforchis groeit hier in gezelschap van harlekijn Anacamptis morio, slanke gentiaan Gentianella amarella, stijve ogentroost Euphrasia stricta, herfstleeuwentand Leontodon hispidus, knoopkruid Centaurea jacea en paddenstoelen zoals de zwartwordende wasplaat Hygrocybe conica. Kleine aantallen worden ook elders gevonden, zoals op de Grevelingendam bij Bruinisse. In Zuid-Limburg groeit hij op een bodem met een mozaïek van diverse leemsoorten en krijt op een zuidhelling. De herfstschroeforchis is een kensoort voor het verbond van heischrale graslanden (Violion caninae). Vroeger werd hij in het midden en oosten van Nederland ook gevonden in blauwgraslanden (Cirsio dissecti-Molinietum), vochtige graslanden en heiden. Behalve in het Middellandse Zeegebied is de herfstschroeforchis zeer sterk bedreigd. Ruim 90% van de groeiplaatsen uit het begin van de 20ste eeuw is verdwenen als gevolg van veranderingen in het landgebruik, zoals door ontginning, bemesting, andere landbouwmethodes, ontwatering en bebossing.
Buiten Nederland komt de herfstschroeforchis ook voor in lichte naaldbossen en in garrigue. De herfstschroeforchis kan gemakkelijk door andere plantensoorten verdrongen worden.

### Wortelsymbiose

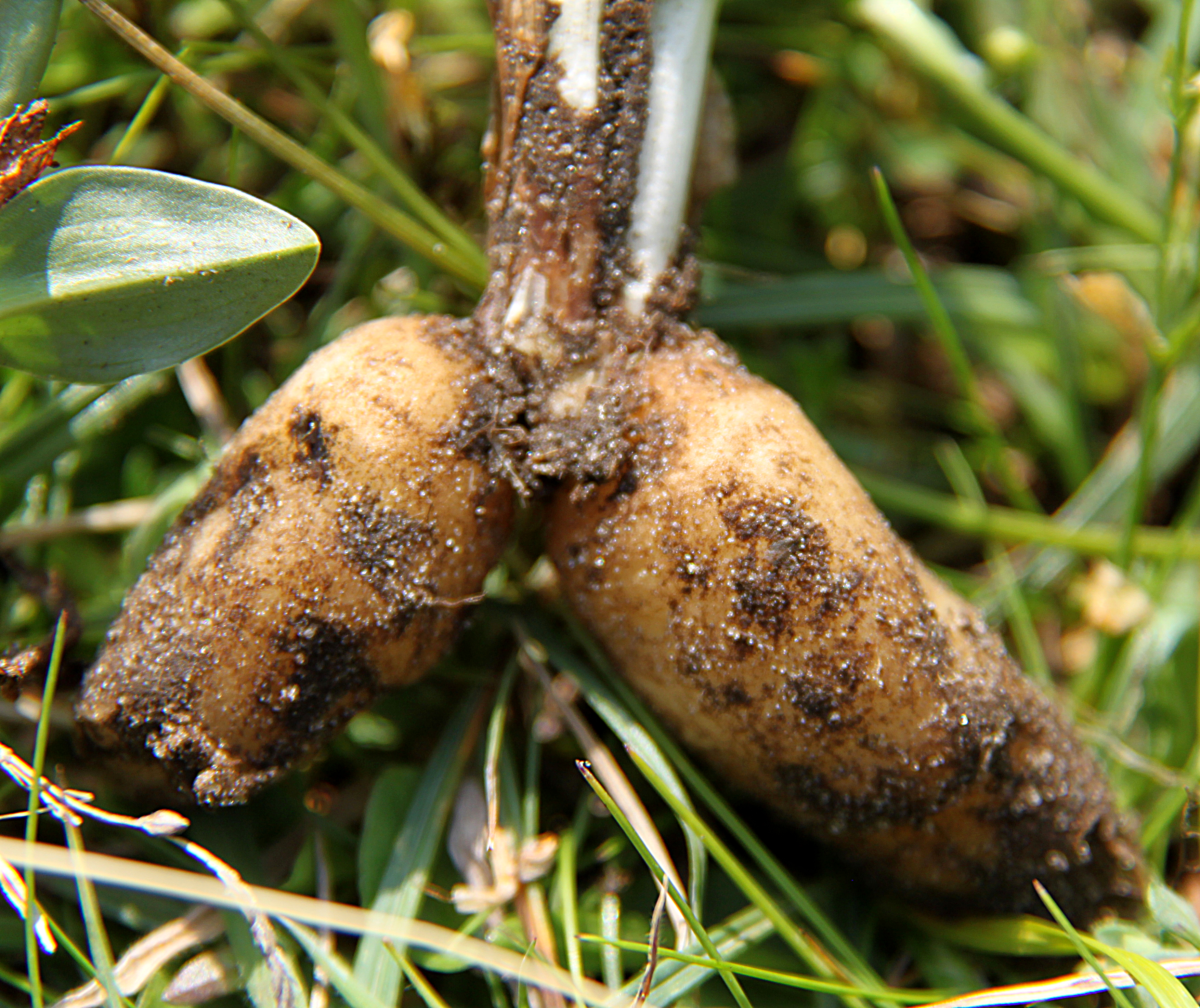
wortelknollen

Net als de meeste andere soorten orchideeën, heeft de herfstschroeforchis een wortelschimmel (of mycorrhiza) nodig om de zaden te laten ontkiemen onder veldomstandigheden. Na het ontkiemen wordt de onderkant van de kiemplant (of protocorm) door mycorrhiza gekoloniseerd. De zaden bevatten geen kiemwit of andere voedselreserves. De kiemplanten parasiteren eigenlijk op de mycorrhiza die zowel water, mineralen als organische verbindingen levert. Aangezien het ongeveer acht jaar kost voordat uit zaad een plant met groene bovengrondse delen verschijnt, duurt deze fase bij de herfstschroeforchis kennelijk buitengewoon lang. Ook volwassen planten hebben mycorrhiza, maar de hoeveelheid schimmeldraden schommelt gedurende het jaar met veel draden in de herfst en winter. De meeste dieper geïnfiltreerde schimmeldraden zijn aan het begin van de bloeitijd verteerd, hoewel de buitenste cellaag van de wortelknol ook dan nog levende schimmeldraden kan bevatten. Nieuwe wortelknollen worden gekoloniseerd wanneer zij hun maximale omvang hebben bereikt. Geïnfiltreerde cellen bevatten kluwes van schimmeldraden met tussenschotten van het Rhizoctonia-type. De herfstschroeforchis kan ten minste negen soorten schimmels in z'n wortels huisvesten. Sommige van deze schimmels zijn verwant aan mycorrhiza geslachten die ook bij andere orchideeën voorkomen zoals uit de Ceratobasidium/Rhizoctonia-groep. Maar er zijn ook schimmels gevonden uit de ascomycete geslachten Davidiella, Leptosphaeria en Alternaria en de basidiomyceet Malassezia, waarvan bij sommige niet bekend was dat ze een endofytische relatie met planten kunnen aangaan. Dat ook schimmels die vaak ziektes verwekken zoals Fusarium oxysporum en Bionectria ochroleuca in gezonde exemplaren van deze orchidee voorkomen, suggereert dat de herfstschroeforchis in staat is schimmels in toom te houden die vaak schadelijk zijn voor andere planten.

### Beheer
Om de herfstschroeforchis te behouden en de kans op vestiging op nieuwe groeiplaatsen te vergroten moet de beschikbaarheid van water precies goed zijn: niet te droog, maar ook niet te vochtig. Omdat de soort weinig concurrentiekracht heeft, moet de bodem matig arm zijn en moet vermesting worden vermeden, bijvoorbeeld uit aangrenzende landbouwgrond. De herfstschroeforchis gedijt het best op een bodem die min of meer neutraal is. Daarom moet verzuring worden tegengegaan, op leemgrond bijvoorbeeld door de grondwaterstand iets te verhogen, of door de zure humuslaag te verwijderen. Op zandgrond is het belangrijk om het kleinschalig reliëf te behouden of te herstellen zodat de optimale vochtigheid zowel in droge als in natte jaren in het terrein aanwezig is. Tijdens de bloei moet niet worden gemaaid of begraasd, maar maaien en beweiding met schapen of runderen daarbuiten is gunstig om de vegetatie voldoende kort te houden. Daarbij moet worden voorkomen dat de bodem beschadigd. Nieuwe groeiplaatsen kunnen gecreëerd worden in de omgeving van bestaande groeiplaatsen, eventueel geholpen door maaisel van bestaande groeiplaatsen uit te strooien om vestiging te stimuleren.

### Bestuiving
Bestuiving van de herfstschroeforchis wordt weinig waargenomen. In Nederland zijn akkerhommel (Bombus pascuorum) en steenhommel (Bombus lapidarius) regelmatige bezoekers. In zuidelijk Frankrijk (Departement
Rhône) bestuift ook de honingbij. Ook is gezien dat het gamma-uiltje Autographa gamma de bloemen bezoekt, maar er is niet waargenomen dat daarop stuifmeelklompjes waren gehecht.
De bestuivers landen op de onderlip. Op het achterste deel van de lip zitten twee klieren die nectar afscheiden dat zich verzamelt in kleine napvormige uithollingen onmiddellijk daaronder. De toegang tot de nectar is door de uitstekende rand van het zuiltje en door die klieren heel smal en de tong van de hommel of bij scheurt daardoor een vlies, dat over de voet van de twee stuifmeelklompjes zit. Hierdoor komt de bijentong in aanraking met een kleefstof die eenmaal blootgesteld aan de lucht direct uithardt. Als de bij zich terugtrekt gaan ook de stuifmeelklompjes mee. Als de bij later een enkele dagen oudere bloem bezoekt is daarbij de lip ver naar beneden gezakt, waardoor de toegang tot de nectarklier ruimer is geworden, en de tong langs de stempel strijkt en daar stuifmeel af kan geven. Een dergelijke bloem die eerst is ingericht om het stuifmeel af te geven, en later geschikt wordt om zelf te worden bestoven wordt protandrisch genoemd.
In 52% van de planten staan de bloemen in een rij die linksom naar boven draait, in 39% is dat rechtsom en in 9% van de planten draait de bloemenrij helemaal niet. De bestuivers landen altijd onder op de bloeiwijze en lopen vervolgens de bloemen af zoals ze in de spiraal staan steeds verder omhoog. De meeste hommels hebben een sterke voorkeur om linksom over de
bloeiwijze lopen en een minderheid voor rechtsom. Linksom draaiende bloeiwijzen krijgen meer bloembezoek. Het lijkt
erop dat herfstschroeforchis inspeelt op die voorkeuren door verschillende bloeiwijzevormen aan te bieden en zo de kans op bestuiving te verhogen.

### Ziekten
De roest Uredo oncidii is aangetroffen op bladeren en stengels van de herfstschroeforchis.